# Larroque (Entre Ríos)
Larroque é uma cidade da província de Entre Ríos, na Argentina.